# ایر باد ۴
ایر باد ۴ (انگلیسی: Air Bud: Seventh Inning Fetch) یک فیلم آمریکایی به کارگردانی رابرت وینس است که در سال ۲۰۰۲ منتشر شد.

## خلاصهٔ داستان
یک دانشمند نیمه دیوانه و دستیارش درصدد دستیابی به «بادی» و دیگر سگ های توپ گیر هستند. «بادی» که از دیگران قوی تر است نزد جاش و خانواده اش زندگی می کند. جاش به مسافرتی طولانی می رود.

## بازیگران
- کیتلین واکس
- سینتیا استیونسون
- مالی هاگن
- کوین زیگرز
- پاتریک کرانشاو
- جی برازائو
- کوین دان